# Seyidlikəndyeri
Seyidlikəndyeri è un comune dell'Azerbaigian situato nel distretto di Xaçmaz. Conta una popolazione di 1 262 abitanti.